# Jagdstaffel 69
A Jagdstaffel 69, conhecida também por Jasta 69, foi um esquadra de aeronaves da Luftstreitkräfte, o braço aéreo das forças armadas alemãs durante a Primeira Guerra Mundial. A Jasta 69 abateu 15 aeronaves inimigas, incluindo dois balões de observação.